# ماریا کارمن بارئا
ماریا کارمن بارئا (اسپانیایی: María Carmen Barea‎؛ زادهٔ ۵ اکتبر ۱۹۶۶) بازیکن هاکی روی چمن اهل اسپانیا است که در مسابقات کشوری و بین‌المللی در مجموع برندهٔ ۱ مدال طلا، ۱ مدال نقره شده‌است.